# 鄒之麟
鄒之麟（1574年—？年），字臣虎，號衣白，自號逸老、逸麟，又號昧庵老人。直隸常州府武進縣（今屬江蘇省常州市武進區）人，明末清初政治人物、書法家、畫家、散文家。

## 生平
萬曆三十四年（1606年）丙午科應天府鄉試解元。
萬曆三十八年（1610年）庚戌科會試第五十三名，第二甲第三十八名進士出身。禮部观政，四十年順天府乡试同考，四十四年因科考案降除上林苑監典簿，四十五年升大理寺评事，不久升工部都水司主事，因奏群臣谋国不忠，语侵阁部督臣及言官，次年辭官歸里。
博學負有才名，書、畫為時人敬重推崇；書法師宗顏真卿，畫工於山水，師宗黃公望、王蒙；文章精工小品文。
順治初年，明亡後以遺逸自居，改名「逸麟」。年八十餘卒。

## 家族
曾祖鄒騋，雄縣知縣，以孝廉載縣誌；祖鄒廩；父鄒大賔，永嘉主簿；母高氏。嚴侍下。兄之元（庠生）；之貞（庠生）。弟鶴翔（庠生）；之鯨（庠生）；志隆（丁未進士、九江府知府）；之鳳。